# Andreï Bogatyrev
Andreï Bogatyrev est un réalisateur russe né le 15 janvier 1985 à Moscou.

## Biographie
Après ses études à Institut national de la cinématographie (VGIK) de Moscou, Andreï Bogatyrev commence sa carrière de réalisateur avec un long métrage, BAgI, distingué en 2011 au Festival international du film de Moscou et au Festival international du film de Vancouver.

## Filmographie

### Cinéma
- 2011 : BAgI
- 2013 : Judas
- 2020 : The Red Ghost (Le Fantôme rouge)
- 2023 : For Palych !
- 2024 : Zoloto Umalty